# Джомей, Рухолла
Рухолла Джомей (перс. روح الله جمعه ای‎) — иранский журналист и политик. Заместитель и советник министра внутренних дел Исламской Республики Иран, заместитель начальника штаба информационного агентства Исламской Республики.

## Президентские выборы в Иране (2009)
Известность публичной персоны связана с его комментариями к незаконным действиям Махмуда Ахмадинежада и администрации президента, направленным на предварительное объявление о победе до официального подсчёта голосов на выборах. Доведенная до общественности информация содержала сведения о том, что 12 июня 2009 года администрация президента адресовала просьбу о публикации новости о победе Ахмадинежада средствами информационного агентства Исламской Республики Иран (IRNA) до окончательного итога голосования. Такая просьба была категорически отклонена.
Утверждалось, что некоторые органы Исламской Республики Иран, действуя под давлением и использованием угроз, были поставлены перед фактом необходимости публикации данной новости любыми доступными средствами. Джомей Рухолла покинул здание информационного агентства IRNA, выразив таким образом протест против причастности ряда элементов к публикации официальной информации. Несмотря на это, новость была опубликована через несколько минут, когда во многих частях Тегерана в избирательных участках ещё продолжалось голосование.
Названный инцидент послужил одной из оснований для возникновения подозрений о возможной фальсификации на выборах, что впоследствии привело к одному из самых масштабных протестов в истории Ирана.

## Использованная литература
1. ↑  تلاش‌های "غیرقانونی" نهاد ریاست جمهوری و تیم محمود احمدی‌نژاد برای اعلام پیروزی وی، پیش از اعلام نتایج رسمی انتخابات (перс.). سایت ملیون ایران (22 июля 2014). Дата обращения: 24 апреля 2022. Архивировано 29 октября 2021 года.
2. ↑  Entekhab.ir, پایگاه خبری تحلیلی انتخاب |. افشاگری نیروی مشایی از ایرنای سال 88 (перс.). fa (июль 2014). Дата обращения: 24 апреля 2022. Архивировано 23 июля 2014 года.
3. ↑  روح‌الله جمعه‌اي قائم مقام و معاون خبر ايرنا ‌شد | خبرگزاری فارس. www.farsnews.ir. Дата обращения: 24 апреля 2022. Архивировано 24 апреля 2022 года.
4. ↑  خاطرات معاون خبر ایرنا از انتخابات 88: پیروزی 90 و بعد60 درصدی احمدی نژاد از دولت ابلاغ شد (перс.). خبرآنلاین (21 июля 2014). Дата обращения: 24 апреля 2022. Архивировано 24 апреля 2022 года.